# Luigi Grezzi
Luigi Grezzi (Latronico, 13 febbraio 1922 – Potenza, 18 novembre 2015) è stato un politico italiano.

## Biografia
Viene eletto nelle file del Partito Comunista Italiano alla Camera dei deputati dalla II alla IV legislatura, dal 1953 al 1968. Nel 1965 è eletto sindaco di Latronico, carica che mantiene dal mese di gennaio a luglio.